# 미나미나카야마촌
미나미나카야마촌(南中山村)은 후쿠이현 이마다테군에 있던 촌이다. 현재의 에치젠시 북동부에 해당한다.

## 역사
- 1889년 4월 1일 - 정촌제 시행에 의해 6개 촌의 구역을 가지고 성립하였다.
- 1955년 3월 31일 - 아와타베정, 후쿠마촌과 합병해 새로운 아와타베정이 성립하여, 동일 미나미나카야마촌은 폐지되었다.

## 교통

### 철도
- 후쿠이 철도
  - 난에쓰선

## 참고문헌
- 大日本篤農家名鑑編纂所編『大日本篤農家名鑑』大日本篤農家名鑑編纂所、1910年。
- 高崎雅雄編『大日本医師名簿』光明社、1925年。
- 『角川日本地名大辞典 18 福井県』。